# Grand Prix Formule 1 van Mexico 1987
De Grand Prix Formule 1 van Mexico 1987 werd gehouden op 18 oktober 1987 in Mexico-Stad.

## Uitslag
| Positie | Nummer | Rijder             | Team                   | Ronden | Tijd/Opgave         | Startplaats | Punten |
| ------- | ------ | ------------------ | ---------------------- | ------ | ------------------- | ----------- | ------ |
| 1       | 5      | Nigel Mansell      | Williams-Honda         | 63     | 1:26:24.207         | 1           | 9      |
| 2       | 6      | Nelson Piquet      | Williams-Honda         | 63     | + 26.176            | 3           | 6      |
| 3       | 7      | Riccardo Patrese   | Brabham-BMW            | 63     | + 1:26.879          | 8           | 4      |
| 4       | 18     | Eddie Cheever      | Arrows-Megatron        | 63     | + 1:41.352          | 12          | 3      |
| 5       | 19     | Teo Fabi           | Benetton-Ford          | 61     | + 2 Rondes          | 6           | 2      |
| 6 (1)   | 30     | Philippe Alliot    | Larrousse-Ford         | 60     | + 3 Rondes          | 24          | 1      |
| 7 (2)   | 3      | Jonathan Palmer    | Tyrrell-Ford           | 60     | + 3 Rondes          | 22          |        |
| 8 (3)   | 4      | Philippe Streiff   | Tyrrell-Ford           | 60     | + 3 Rondes          | 25          |        |
| 9 (4)   | 29     | Yannick Dalmas     | Larrousse-Ford         | 59     | + 4 Rondes          | 23          |        |
| NF      | 12     | Ayrton Senna       | Lotus-Honda            | 54     | Spin                | 7           |        |
| NF      | 16     | Ivan Capelli       | March-Ford             | 51     | Waterlek            | 20          |        |
| NF      | 21     | Alex Caffi         | Osella-Alfa Romeo      | 50     | Motor               | 26          |        |
| NF      | 26     | Piercarlo Ghinzani | Ligier-Megatron        | 43     | Waterlek            | 21          |        |
| NF      | 23     | Adrián Campos      | Minardi-Motori Moderni | 32     | Transmissie         | 19          |        |
| NF      | 25     | René Arnoux        | Ligier-Megatron        | 29     | Oververhitting      | 18          |        |
| NF      | 17     | Derek Warwick      | Arrows-Megatron        | 26     | Ongeluk             | 11          |        |
| NF      | 8      | Andrea de Cesaris  | Brabham-BMW            | 22     | Ongeluk             | 10          |        |
| NF      | 28     | Gerhard Berger     | Ferrari                | 20     | Turbo               | 2           |        |
| NF      | 20     | Thierry Boutsen    | Benetton-Ford          | 15     | Elektrisch probleem | 4           |        |
| NF      | 24     | Alessandro Nannini | Minardi-Motori Moderni | 13     | Turbo               | 14          |        |
| NF      | 27     | Michele Alboreto   | Ferrari                | 12     | Motor               | 9           |        |
| NF      | 9      | Martin Brundle     | Zakspeed               | 3      | Turbo               | 13          |        |
| NF      | 2      | Stefan Johansson   | McLaren-TAG            | 1      | Ongeluk             | 15          |        |
| NF      | 11     | Satoru Nakajima    | Lotus-Honda            | 1      | Ongeluk             | 16          |        |
| NF      | 10     | Christian Danner   | Zakspeed               | 1      | Ongeluk             | 17          |        |
| NF      | 1      | Alain Prost        | McLaren-TAG            | 0      | Botsing             | 5           |        |

- De nummers tussen haakjes zijn de plaatsen voor de Jim Clark-trofee.

## Wetenswaardigheden
- De race werd gestopt na 30 ronden door het ongeluk van Derek Warwick. De race-uitslag werd uiteindelijk door het gemiddelde te maken van de 30 ronden voor en de 33 ronden na de herstart.

## Statistieken
| Pole-position | Nigel Mansell | Williams-Honda | 1:18.383 |
| Snelste ronde | Nelson Piquet | Williams-Honda | 1:19.132 |

## Noot
- Dit was het debuut van de Franse coureur Yannick Dalmas.
- Honderdste Grand Prix-start voor Eddie Cheever. Hiermee was Cheever de dertigste coureur die minstens 100 Grands Prix had gereden.
- Eerste rondes als raceleider voor Thierry Boutsen.
- Vijftigste podiumplaats voor Nelson Piquet.

1962 · 1963 · 1964 · 1965 · 1966 · 1967 · 1968 · 1969 · 1970 · 1986 · 1987 · 1988 · 1989 · 1990 · 1991 · 1992 · 2015 · 2016 · 2017 · 2018 · 2019